# 东城区东棉花胡同15号院及拱门砖雕
东城区东棉花胡同15号院及拱门砖雕，是一座清代四合院，位于北京市东城区东棉花胡同15号，建于清代。已列为北京市文物保护单位。

## 保护
2001年7月12日，东城区东棉花胡同15号院及拱门砖雕公布为第六批北京市文物保护单位，编号6-12。